# Place des Terreaux
Die Place des Terreaux ist ein rechteckiger Platz im Zentrum von Lyon, an dem sich wichtige öffentliche Gebäude wie das Rathaus und das Palais Saint-Pierre, das heutige Musée des Beaux-Arts befinden. In der Mitte des Platzes steht die monumentale Fontaine Bartholdi.

## Geschichte

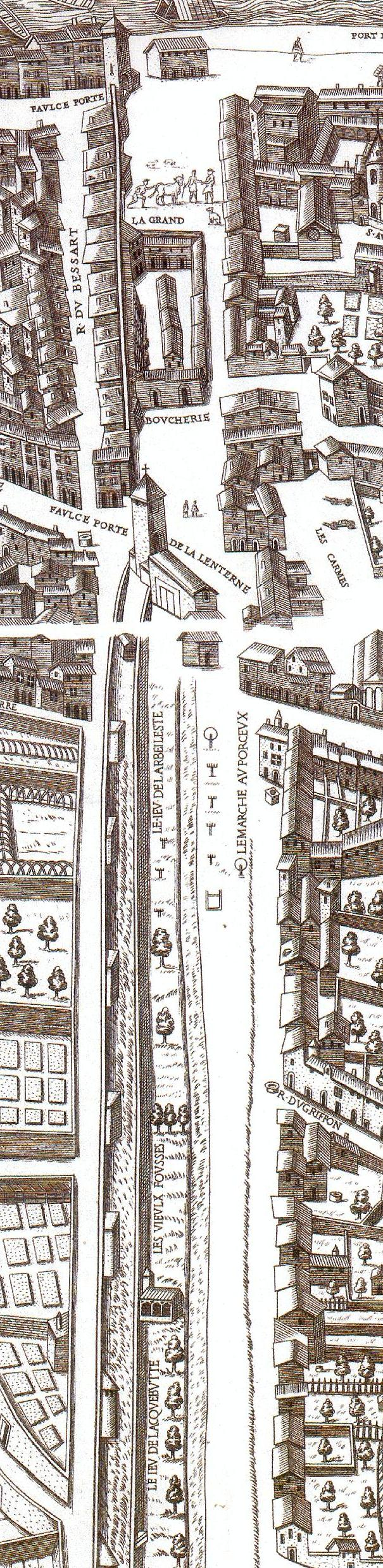
Ausschnitt des „Plan scénographique de Lyon“ von 1548

Der Platz markiert die Stelle, an der 1206 die Kaufmannsgilden gegen Erzbischof Renaud II de Forez und seine Besteuerungsambitionen eine Mauer errichteten. Nach bewaffneter Intervention des Bischofs 1208 und einem Schiedsspruch von Papst Innozenz III. beruhigten sich die Gemüter und Renaud de Forez und seine Nachfolger bauten sogar weiter an dieser Stadtmauer.

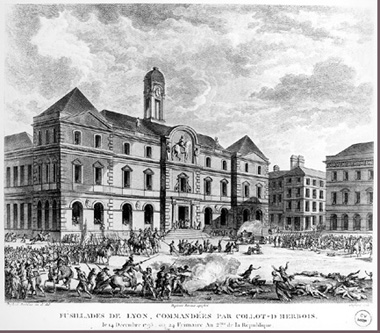
Die Eroberung von Lyon 1793

Im 16. Jahrhundert verfiel die mittelalterliche Stadtmauer und 1538 begann ihr Abriss. 1646 bis 1651 errichtete Simon Maupin das Rathaus von Lyon (Hôtel de ville de Lyon). Jules Hardouin-Mansart baute es nach dem Brand von 1674 wieder auf. Neu aufgebaut wurde damals auch das Kloster, das 1803 zum Kunstmuseum werden sollte.
Während der Terrorphase der Französischen Revolution stand auf diesem Platz die Guillotine. Der ornamentale Brunnen von Bartholdi mit seiner Flussallegorie war an sich für Bordeaux vorgesehen, wurde aber von den dortigen Stadtvätern als zu teuer angesehen. 1890 wurde er vom Lyoner Bürgermeister Antoine Gailleton für seine Heimatstadt erworben.
Bei der Umgestaltung 1994 durch Christian Drevet und Daniel Buren musste die Brunnenanlage versetzt werden und unter dem Platz wurde eine Tiefgarage eingerichtet. Seit 29. September 1995 ist sie klassifiziert als Monument historique.

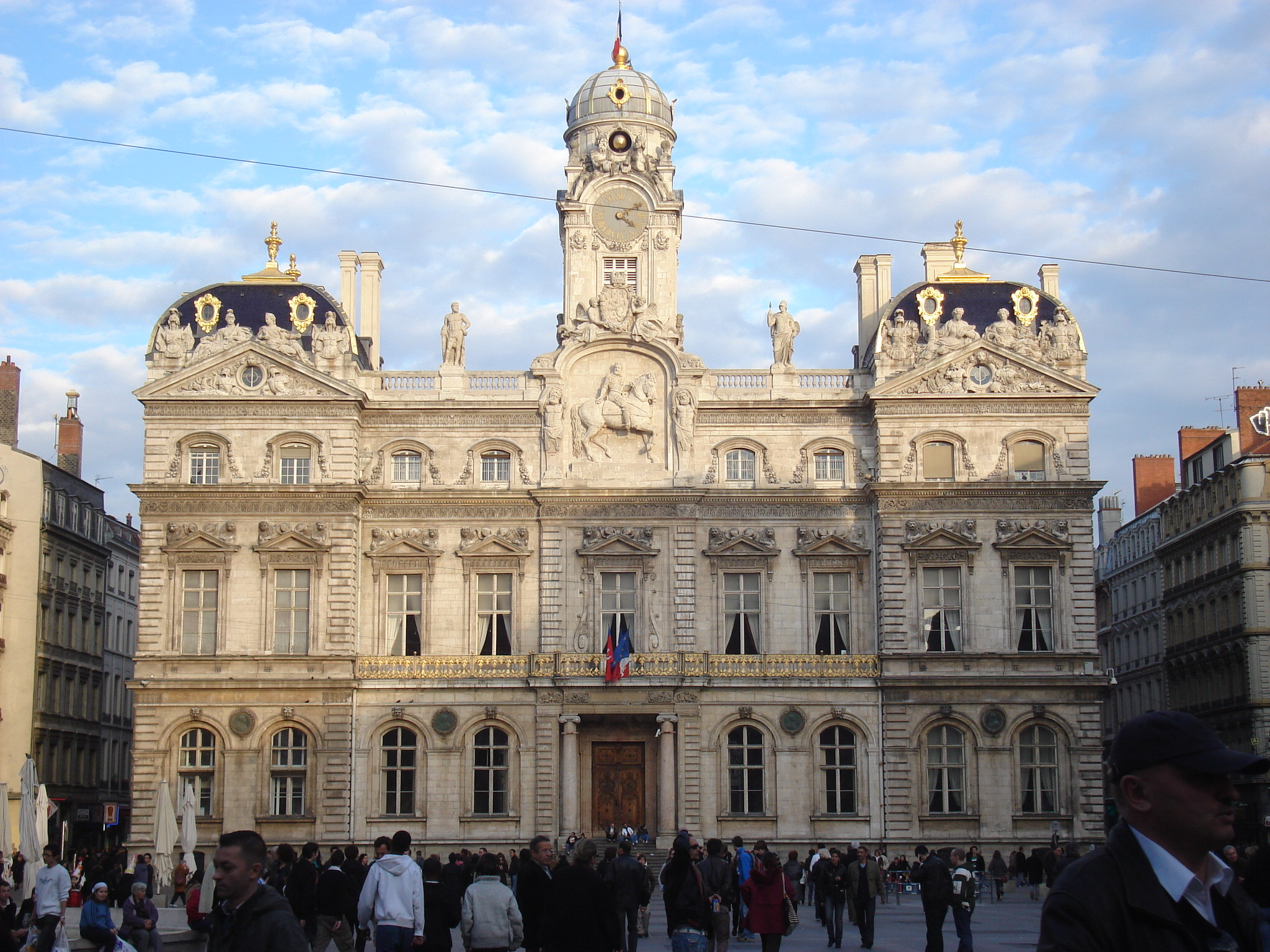
Das Hôtel de ville von Lyon
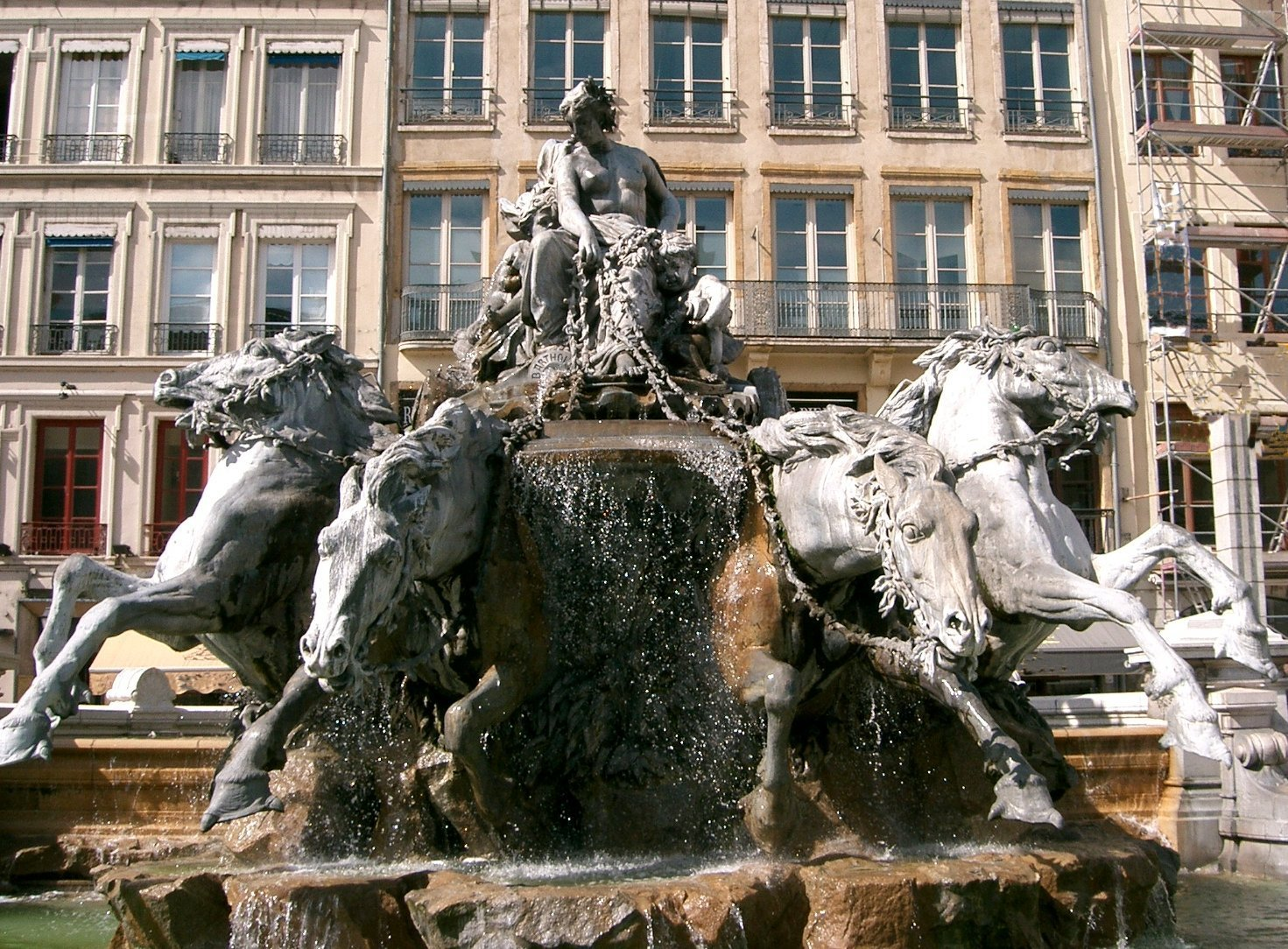
Der Bartholdi-Brunnen
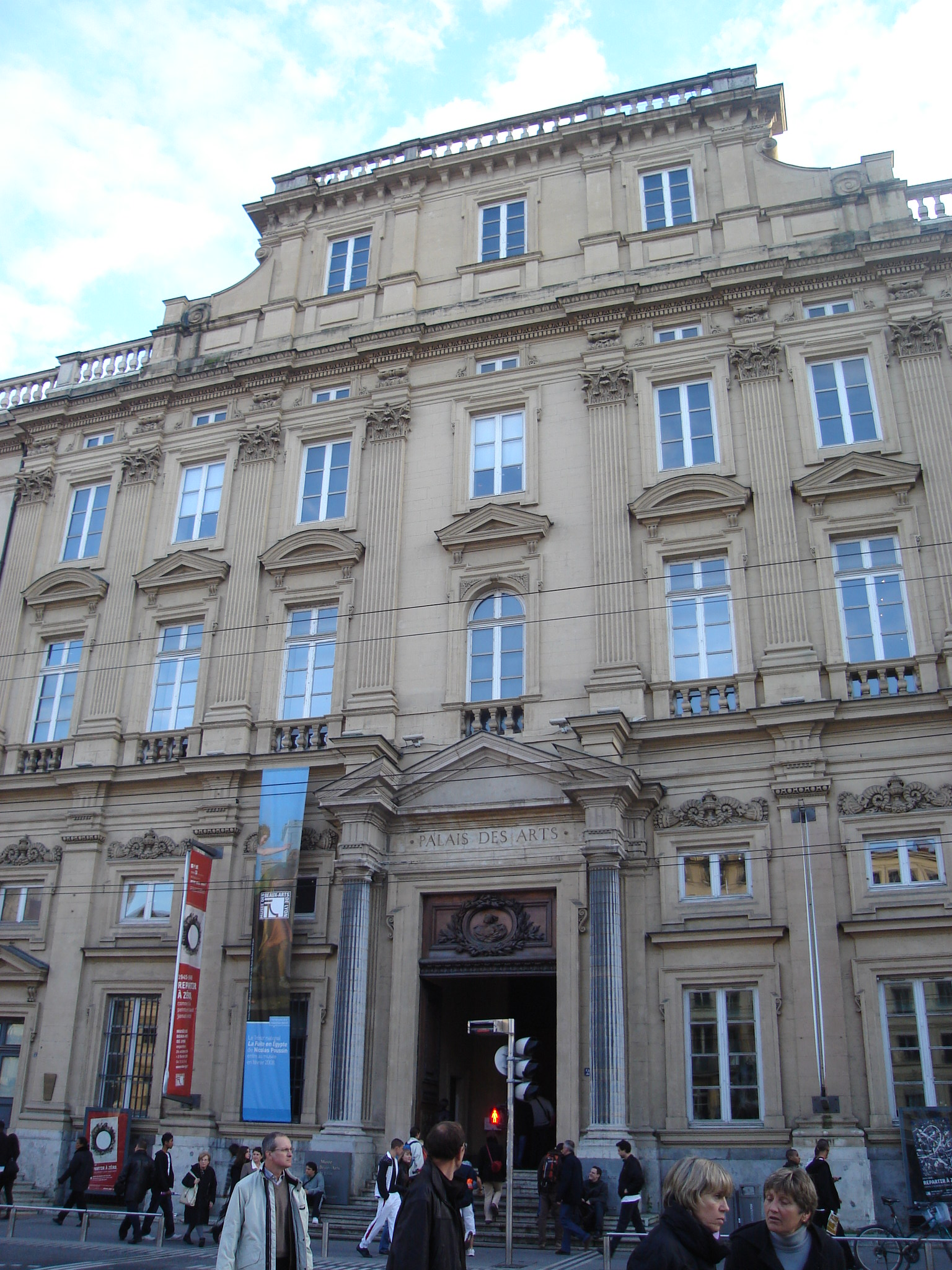
Eingang des Palais Saint-Pierre (Kunstmuseum)
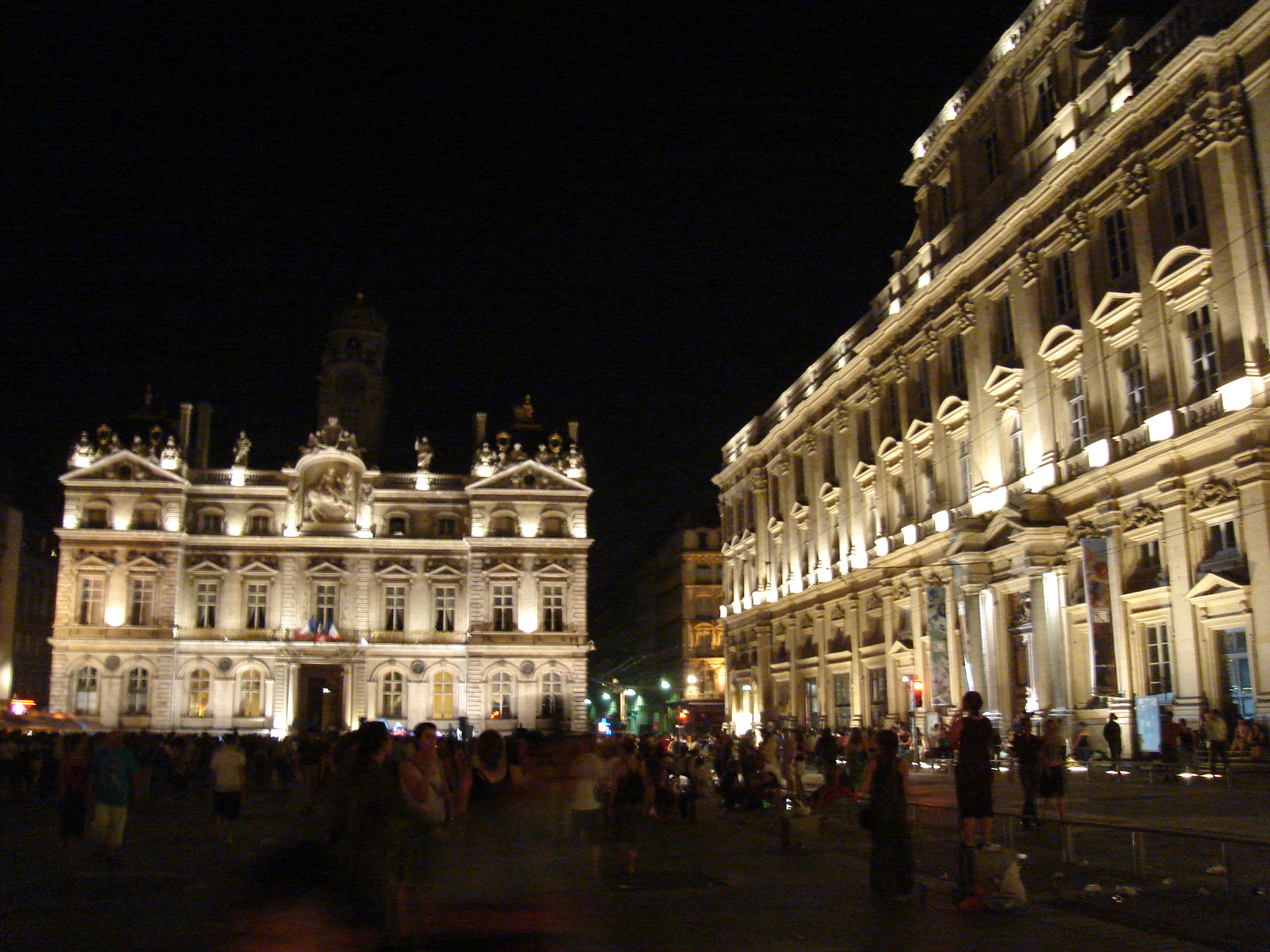
Der Platz bei Nacht
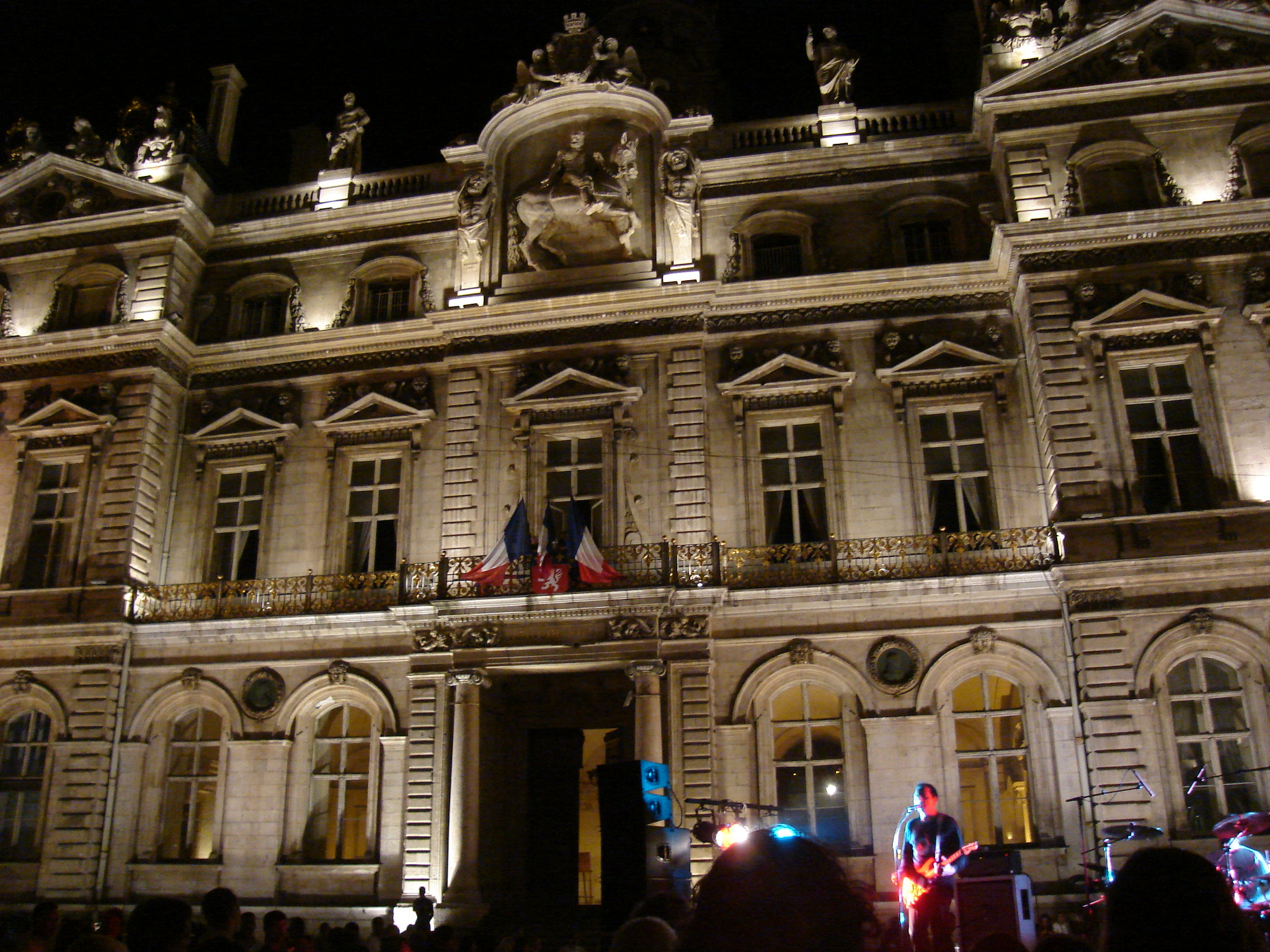
Das beleuchtete Rathaus